# Cordylus angolensis
Cordylus angolensis (Lagarto Angolano), é um lagarto do género Cordylus. Vive em Africa e é ovovivíparo. O seu nome vem de Angola, o país de onde é oriundo.

## Distribuição
O Cordylus angolensis é oriundo de Angola, podendo ser encontrado na Namíbia e no Zaire.

## Reprodução
Este lagarto é ovovivíparo, quer dizer que as fêmeas conservam os ovos dentro dos seus corpos até que estejam prontos para eclodir.